# Laserpointer
 Der er for få eller ingen kildehenvisninger i denne artikel, hvilket er et problem. Du kan hjælpe ved at angive troværdige kilder til de påstande, som fremføres i artiklen.

En laserpointer er en lille håndholdt laser udviklet til udpegning. Der findes laserpointere i flere forskellige farver og i flere forskellige styrker. 1-5mW røde eller grønne lasere benyttes primært til undervisning og møder til at udpege detaljer på kort eller fx PowerPoint præsentationer. 
Laserpointere afgiver en meget koncentreret form for lys hvor strålerne ligger parellelt, modsat en almindelig pære hvor lyset spredes for alle vinde. Laserlys afgiver derfor en snorlige stråle, som især kan ses i mørke når strålen reflekterer sig i partikler i luften. Grønne laserpointere virker for øjet noget skarpere, og strålen fra grønne laserpointere er også væsentligt nemmere at få øje på. Grønne laserpointere kan også bruges i forbindelse med astronomi, idet den klare grønne laserståle på en stjerklar nattehimmel, ser ud som om den rækker helt op til stjernerne. Man kan derfor meget hurtigt og præcist udpege himmellegemer for andre.
Laserstråler bliver i industrien brugt til gravering og skæring. Her er effekten dog noget højere – typisk højere end 30w.
| Lyd og billede | Spire Denne artikel om billed- og lydteknologi er en spire som bør udbygges. Du er velkommen til at hjælpe Wikipedia ved at udvide den. |